# 伊帕内马 (米纳斯吉拉斯州)
伊帕内马是巴西米纳斯吉拉斯州的一个市镇。总面积458.59平方公里，总人口17128人，人口密度37.3人/平方公里。